# Gli dèi e gli eroi della Grecia
Gli dèi e gli eroi della Grecia. Il racconto del mito, la nascita della civiltà (Die Mythologie der Griechen , letteralmente "La mitologia dei greci") è un saggio sulla mitologia greca pubblicato in lingua tedesca dal mitologo e storico delle religioni ungherese Károly Kerényi in due volumi fra il 1951 e il 1958. 

## Storia editoriale
Károly Kerényi aveva scritto con l'antropologo e psicanalista Carl Gustav Jung un saggio intitolato Prolegomeni allo studio scientifico della mitologia (Einführung in das Wesen der Mythologie), pubblicato nel 1941, nella convinzione che l'immediatezza delle immagini del sogno e quella delle immagini mitologiche fosse analoga. Ne Gli dèi e gli eroi della Grecia — in due parti, la prima dedicato agli dei, la seconda agli eroi — Kerényi mira alla ricostruzione del mito attraverso l'analisi e lo spoglio sistematico delle fonti, affrontando maggiori problemi nella seconda parte perché la mitologia eroica fu trattata dagli antichi poeti in modo più libero di quello adottato per gli dei. Il primo volume,  intitolato "Die Mythologie der Griechen: die Götter- und Menschheitsgeschichten" fu pubblicato da Rhein-Verlag di Zurigo nel 1951; il secondo volume fu pubblicato dallo stesso editore nel 1958. Il primo volume fu pubblicato in italiano già nel 1951 col titolo "La mitologia dei greci: i racconti sugli dei e sull'umanita" a cura di Angelo Brelich dalle edizioni Astrolabio; il secondo volume, dedicato agli eroi, è uscito, assieme al primo volume, nella traduzione di Vanda Tedeschi, presso Il Saggiatore di Milano nel 1958. Edizioni economiche dell'opera completa sono uscite poi presso Garzanti, Mondadori e Fabbri.

## Edizioni

### in lingua originale
- (DE) Die Mythologie der Griechen: die Götter- und Menschheitsgeschichten, 2, durchgesehene Ausgabe, Zürich, Rhein-Verlag, 1951, SBN LO1\1343923.
- (DE) Die Heroen der Griechen, Zürich, Rhein-Verlag, 1958.

### in italiano
- Angelo Brelich (a cura di), La mitologia dei greci: i racconti sugli dei e sull'umanità, collana Psiche e coscienza ; 22, Roma, Astrolabio, 1951, SBN UPG\0007604.
- Gli dei e gli eroi della Grecia, collana La cultura ; 64, traduzione di Vanda Tedeschi, Milano, il Saggiatore, 1958, SBN SBL\0248311.
  -  Gli dei e gli eroi della Grecia:  Gli dei, traduzione di Vanda Tedeschi, vol. 1, 2ª ed., Milano, il Saggiatore, 1964, SBN LO1\0040086.
  -  Gli dei e gli eroi della Grecia:  Gli eroi, traduzione di Vanda Tedeschi, vol. 2, Milano, il Saggiatore, 1958, SBN RMS\0041406.
- Gli dei e gli eroi della Grecia, collana I Garzanti. Argomenti, traduzione di Vanda Tedeschi, Milano, Garzanti, 1976, SBN SBL\0584924.
- Gli dei e gli eroi della Grecia, collana Oscar saggi ; 140, traduzione di Vanda Tedeschi, Milano, A. Mondadori, 1989, ISBN 88-04-32013-3, SBN CFI\0191724.
- Gli dei e gli eroi della Grecia, collana I grandi classici della fiaba, traduzione di Vanda Tedeschi, Milano, Fabbri, 2002, SBN UM1\0080476.

## Contenuti
Il libro è suddiviso in due parti, la prima delle quali dedicata alle divinità elleniche, dalle origini del mondo ai racconti titanici, dalle divinità preolimpiche agli dèi più importanti fino a Prometeo ed alla nascita del genere umano; la seconda viene dedicata alle figure eroiche di maggior spicco, da Perseo a Edipo a Eracle fino agli eroi della guerra di Troia.
Seguono tavole genealogiche, fonti e indice dei nomi, che trasformano un'opera essenzialmente narrativa in uno strumento di consultazione.